# Конвой № 2012
Конвой № 2012 — японський конвой часів Другої світової війни, проведення якого відбувалось у червні 1943 року.
Конвой сформували у Рабаулі — головній передовій базі японців в архіпелазі Бісмарка, з якої вони провадили операції на Соломонових островах та сході Нової Гвінеї. Пунктом призначення при цьому був атол Трук (нині Чуук) на сході Каролінських островів, де ще до війни створили потужну базу ВМФ.
До складу конвою увійшли судна «Гошу-Мару» та «Кагу-Мару», а ескорт забезпечував мисливець за підводними човнами CH-33.
1 червня 1943 року судна вийшли з Рабаула та попрямували на північ. Хоча в цей період комунікації архіпелагу Бісмарка ще не атакувала авіація, на них традиційно діяли підводні човни. Утім, конвой № 2012 зміг пройти без інцидентів та 4 червня прибув на Трук.